# 1606 Jekhovsky
1606 Jekhovsky је астероид главног астероидног појаса са средњом удаљеношћу од Сунца која износи 2,692 астрономских јединица (АЈ).
Апсолутна магнитуда астероида је 12,17.